# 南卡罗来纳州
南卡羅來納州（i/ˌkærəˈlaɪnə/，KARR-ə-LY-nə）簡稱南卡，是美國東南部地區的一個美國州份。它北鄰北卡羅來納州，東南臨大西洋，西部與南部隔著薩凡納河與喬治亞州相望。與北卡羅來納州一同構成卡羅來納地區，為美國東海岸的一部分。根據2020年美國人口普查，南卡州為第40大州、第23大人口州，登記人口為5,118,425人。截至截至2019年年，該州國內生產總值為2,134.5億美元。全州共劃分為46個縣。州府為哥倫比亞，2020年人口為136,632人；而人口最多的城市為查爾斯頓，2020年人口為150,227人。其中格林維爾－斯帕坦堡－安德森聯合統計區為州內最大聯合統計區，估計2023年人口為1,590,636人。
南卡羅來納州得名於英王查理一世，Carolus是拉丁語中的「查理」。1712年，南卡羅來納正式設省。作為十三殖民地之一，南卡於1719年成為皇家殖民地。在美國獨立戰爭期間，本州是戰事頻繁之地，州內發生逾200場戰鬥與衝突，著名的如查爾斯頓圍城戰、考彭斯戰役和卡姆登戰役。南卡羅來納州於1788年5月23日成為第八個批准美國憲法的州。作為一個蓄奴州，它於1860年12月20日成為第一個表決脫離聯邦的州。美國內戰結束後，該州被北方軍管，並進入重建時期，後於1868年7月9日重新加入聯邦。
20世紀初至中期，隨著大量紡織廠與工廠城鎮的設立，該州逐漸邁入工業化。20世紀中葉的美國民權運動促使州內廢除隔離與法律歧視政策。第二次世界大戰期間及戰後幾十年間南卡的經濟逐步向多元化方向改革。進入21世紀後，南卡羅來納州經濟主要包括航太工業、農業企業、汽車製造業與觀光業。
地理上，南卡羅來納州自東向西可分為三大區域：大西洋沿岸平原、皮埃蒙特台地與位於上州地區西北隅的藍嶺山脈。全州主要屬副熱帶濕潤氣候，夏季炎熱潮濕，冬季溫和。上州地區則呈海洋性高地氣候。州東部沿海有大量鹽沼與河口。南卡東南部的低地地區包括海洋群島的一部分，這些屏障島分佈於大西洋沿岸。

## 歷史
據文獻記載，1526年第一個探索了南卡羅萊納州的探險家是西班牙人卢卡斯·瓦斯克斯·德·艾利翁。「卡羅萊納」名稱源自查理的拉丁語寫法（Carolus），是為了紀念英國國王查理一世（Charles I）。
1712年，南卡羅來納省成立，為北美十三殖民地之一，1788年5月23日南卡羅來納州成為第八個批准美國憲法的州。1860年12月20日，因南北戰爭脫離聯邦，它是第一個投票支持脫離聯邦的州。內戰結束後，南卡羅來納州再度於 1868年7月9日重新進入美國。

## 地理
南卡罗莱纳州的面积为80583平方公里。该州可区分为三大地理区域：大西洋海岸平原区、皮埃蒙特区、以及蓝嶺山区。大西洋海岸平原区占了南卡东部2/3的面积，是由海岸外缘平原及海岸内缘平原所组成。海岸外缘平原大部分是沼泽地，而在海岸内缘平原内则有林地及砂石山丘。皮埃蒙特区是一处山势不高的地区，在其土壤之下藏有硬石层。蓝山脊区位於南卡的东北角，其中包括了该州最高峰塞沙佛瑞斯山。此外，大西洋海岸平原區上的帕里斯島，是美國兩處海軍陸戰隊的訓練位置之一（另一處為加利福尼亞州的聖迭戈）。南卡主要的河流有：山提河、匹迪河、以及薩凡納河。该州主要的城市有：哥伦比亚（Columbia，州首府）、查尔斯顿（Charleston）、北查尔斯顿（North Charleston）、格林维尔（Greenville）、以及斯帕坦堡（Spartanburg）。

## 人口

### 人口數歷史變化
| 调查年            | 人口      | 备注 | %±    |
| ----------------- | --------- | ---- | ----- |
| 1790              | 249,073   |      | —     |
| 1800              | 345,591   |      | 38.8% |
| 1810              | 415,115   |      | 20.1% |
| 1820              | 502,741   |      | 21.1% |
| 1830              | 581,185   |      | 15.6% |
| 1840              | 594,398   |      | 2.3%  |
| 1850              | 668,507   |      | 12.5% |
| 1860              | 703,708   |      | 5.3%  |
| 1870              | 705,606   |      | 0.3%  |
| 1880              | 995,577   |      | 41.1% |
| 1890              | 1,151,149 |      | 15.6% |
| 1900              | 1,340,316 |      | 16.4% |
| 1910              | 1,515,400 |      | 13.1% |
| 1920              | 1,683,724 |      | 11.1% |
| 1930              | 1,738,765 |      | 3.3%  |
| 1940              | 1,899,804 |      | 9.3%  |
| 1950              | 2,117,027 |      | 11.4% |
| 1960              | 2,382,594 |      | 12.5% |
| 1970              | 2,590,516 |      | 8.7%  |
| 1980              | 3,121,820 |      | 20.5% |
| 1990              | 3,486,703 |      | 11.7% |
| 2000              | 4,012,012 |      | 15.1% |
| 2010              | 4,625,364 |      | 15.3% |
| 2020              | 5,118,425 |      | 10.7% |
| Source: 1910–2020 |           |      |       |

### 族群
美国2012年人口估算显示，南卡罗来纳州有472.4万人。目前南卡罗来纳州的種族比例可分為：
- 66.1%－白人
- 29.5%－非裔人
- 2.4%－拉美裔人
- 0.9%－亞裔人
- 0.3%－印地安原住民
- 1%－混合的種族

南卡罗来纳州的前五大居民祖先為：
- 非裔美國人（29.5%）
- 本土化血統者（13.9%）
- 德國人（8.4%）
- 英國人（8.4%）
- 愛爾蘭（7.9%）

此外，五歲以下的居民占有6.6%，18歲以下則有25.2%。至於65歲以上則是12.1%。南卡罗来纳州的女性略多於男性，百分比為51.4%。

### 宗教
宗教上，南卡罗来纳州人口信仰比例為：
- 86%－新教徒（Protestant）
- 6%－羅馬天主教徒（Roman Catholic）
- 2%－其他基督教派的教徒（Other Christian）
- 1%－其他宗教教徒（Other Religions）
- 3%－無信仰者（Non-Religious）

南卡罗来纳州前三大新教徒是：浸禮會（Baptist，47%）、衛理公會派（Methodist，16%）、長老教會（Presbyterian，30%）。

## 重要城鎮

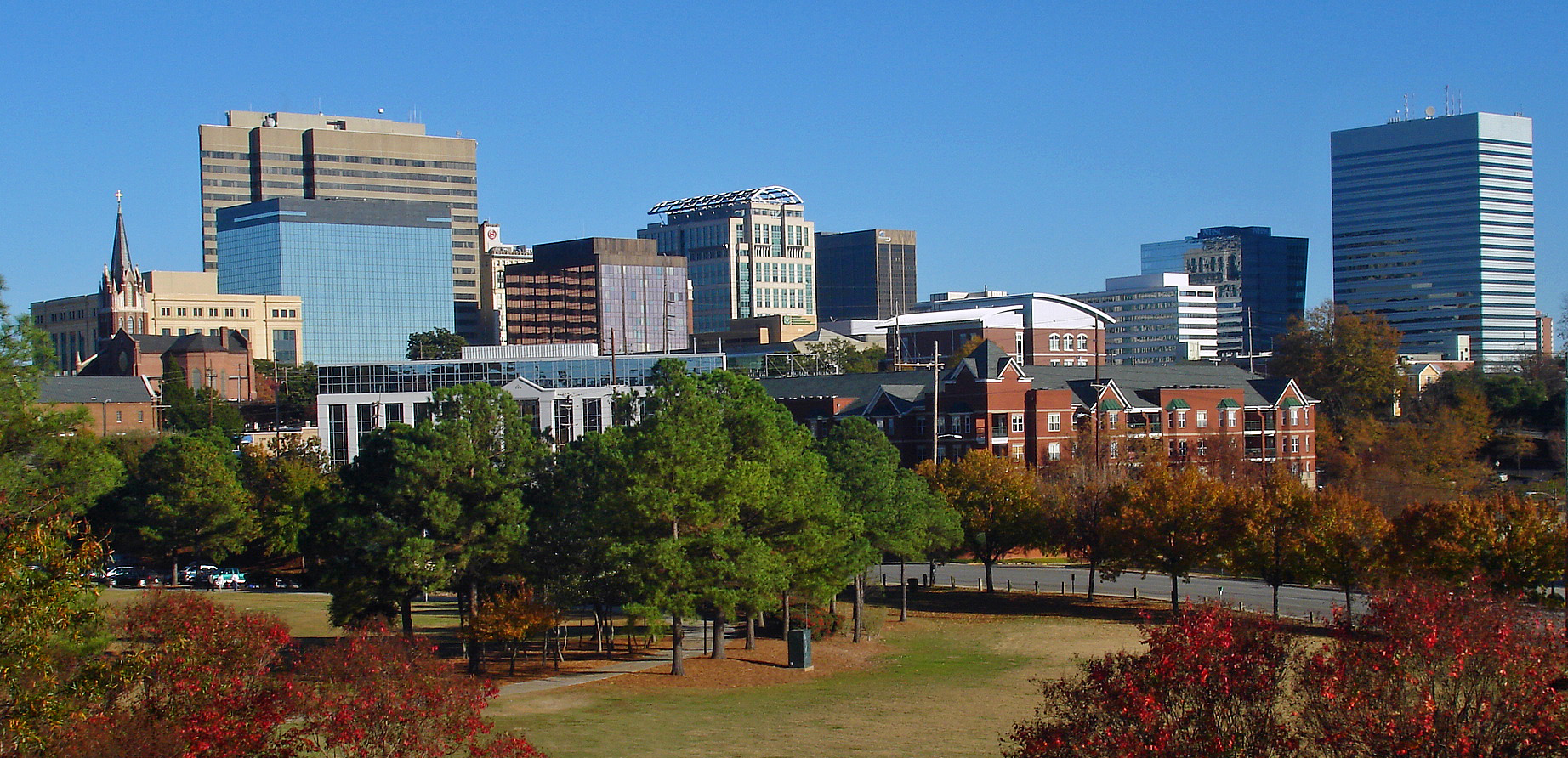
哥倫比亞

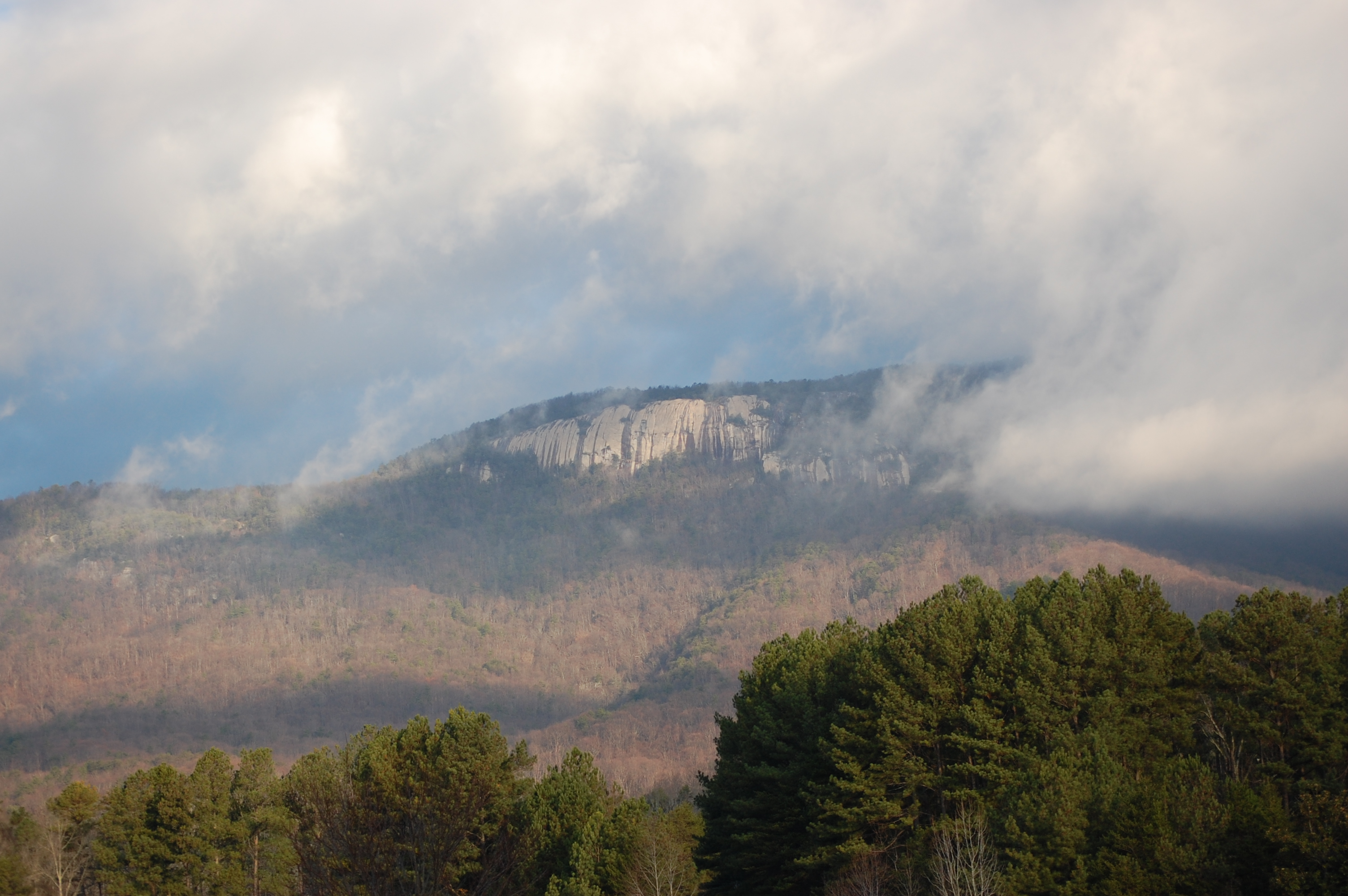
餐桌岩州立公園

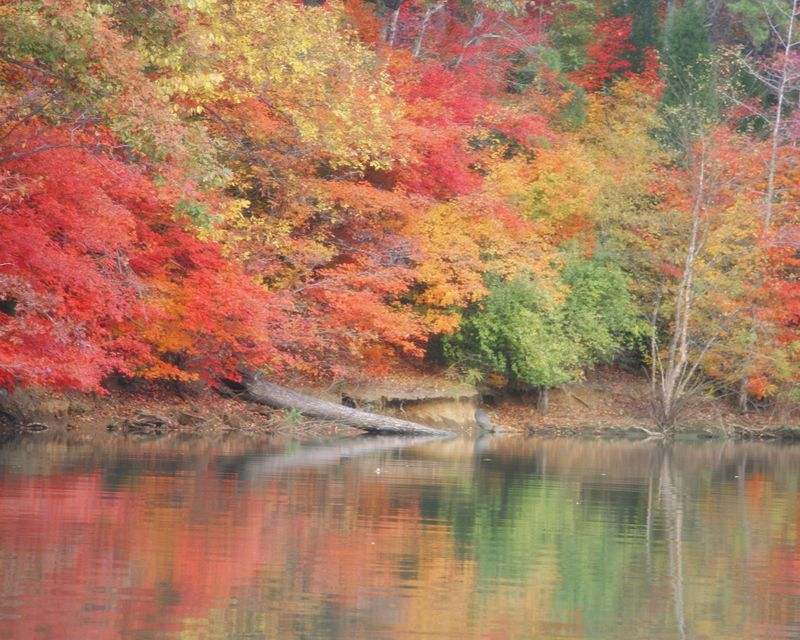
威力湖

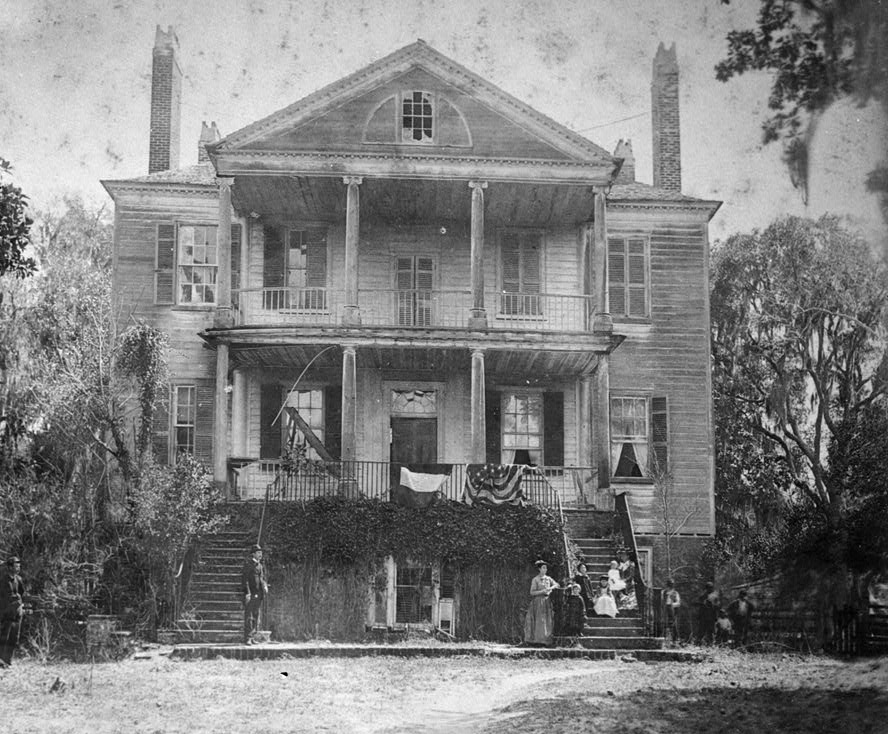
1893年喬治鎮的拓荒家庭

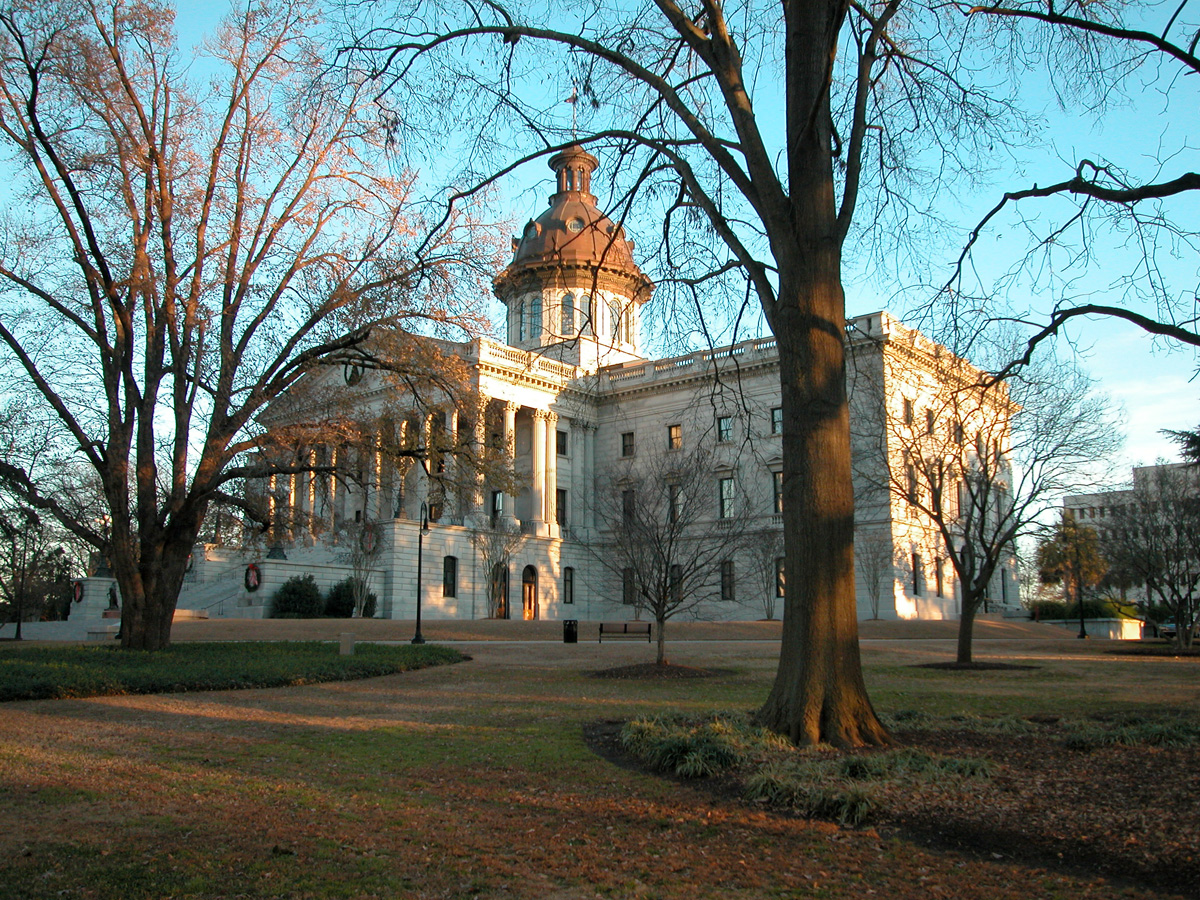
州政府

- 查尔斯顿（Charleston）
- 哥倫比亞（Columbia）

### 都会区
| 排名 | 都会区名稱                              | 人口    |
| ---- | --------------------------------------- | ------- |
| 1    | 格林维尔-安德森 MSA                     | 906,626 |
| 2    | 哥伦比亚 MSA                            | 832,666 |
| 3    | 查尔斯顿-北查尔斯顿 MSA                 | 787,643 |
| 4    | 夏洛特-康科德-加斯托尼亚 MSA (州内部分) | 401,749 |
| 5    | 默特尔滩-康威-北默特尔滩 MSA (州内部分) | 344,147 |
| 6    | 斯帕坦堡 MSA                            | 341,298 |
| 7    | 希尔顿黑德岛-布拉夫顿 MSA               | 217,686 |
| 8    | 佛罗伦萨 MSA                            | 204,961 |
| 9    | 奥古斯塔-里士满县 MSA (州内部分)        | 196,453 |
| 10   | 萨姆特 MSA                              | 106,512 |

## 教育
詳見南卡羅來納州學院和大學列表

## 重要體育團體

### 美式足球
- NCAA
  - 克莱蒙森大学（Clemson University）
  - 南卡羅萊納大學（University of South Carolina）

### 棒球
- 小聯盟1A（英语：Single-A）
  - 查爾斯頓河狗（Charleston Riverdogs，1A南大西洋聯盟，母隊：紐約洋基）1980~
  - 奧古斯塔綠夾克（Augusta GreenJackets，1A卡羅萊納聯盟，母隊：亞特蘭大勇士）1980~
  - 哥倫比亞螢火蟲（Columbia Fireflies，1A南大西洋聯盟，母隊：堪薩斯皇家）2016~
  - 斯巴達漢堡（Hub City Spartanburgers，1A卡羅萊納聯盟，母隊：德州遊騎兵）
  - 麥爾托海灘塘鵝（Myrtle Beach Pelicans，1A卡羅萊納聯盟，母隊：芝加哥小熊）1999~

- 小聯盟高階1A（英语：High-A）
  - 格林維爾轟炸機（Greenville Drive，高階1A南大西洋聯盟，母隊：波士頓紅襪） 1977~

## 交通

### 重要高速公路
- 20號州際公路
- 26號州際公路
- 77號州際公路
- 85號州際公路
- 95號州際公路

## 知名人物
- 伯纳德·巴鲁克
- 丘比·切克（英语：Chubby Checker）
- 厄莎·凯特
- 亚特·赛尔（英语：Art Shell）
- 克尔·亚伯勒（英语：Cale Yarborough）
- 林赛·格雷姆
- 威廉·魏摩蘭